# 倫哈奇河
倫哈奇河（羅馬化：Rynhach）是烏克蘭西部的河流，屬於普魯特河的左支流。該河發源自希利夫齐西北面，流經切爾尼夫齊州的切爾尼夫齊區和德涅斯特區，河道全長42公里，流域面積197平方公里。